# Granite (Oklahoma)
Granite est une ville du comté de Greer, dans l'État d'Oklahoma, aux États-Unis,. En 2020, elle compte une population de 1 628 habitants.

## Démographie
Lors du recensement de 2010, la ville comptait une population de 2 065 habitants, tandis qu'en 2020, elle compte 1 628 habitants.